# Рыночная власть
Рыночная власть — в микроэкономике и теории отраслевых рынков способность фирмы повышать цену на товар или услугу выше предельных издержек.
В условиях совершенной конкуренции рыночная власть полностью отсутствует. Индивидуальные потребители и фирмы принимают цену на товар или услугу как данность, то есть цена является экзогенной. Так как цена при этом равна предельным издержкам, то фирмы получают нулевую экономическую прибыль. В условиях несовершенной конкуренции фирмы получают рыночную власть и возможность влиять на цену. В результате цена превышает предельные издержки, а фирмы получают ненулевую экономическую прибыль. Превышение цены над предельными издержками служит одним из показателей, с помощью которого измеряется степень рыночной власти.

## Причины рыночной власти
Причиной рыночной власти может быть нарушение любой из предпосылок совершенной конкуренции.
1. Рыночное предложение формируется ограниченным количеством фирм, либо рыночный спрос предъявляется ограниченным количеством покупателей. В этом случае каждый из агентов вносит существенный вклад в предложение и спрос. Если фирма имеет значительную долю на рынке, то ее товар не всегда может быть заменен на товар другой фирмы, так как общее количество товара ограничено. Поэтому изменение объема поставок одной фирмы способно вызвать колебания цен на рынке в целом. Аналогичным образом, изменение спроса со стороны одного крупного потребителя способно повлиять на рыночную цену. Кроме того, снижение количества участников рынка повышает вероятность сговора.
2. Неоднородность товаров, предлагаемых разными фирмами. Если товары не являются абсолютно взаимозаменяемыми (совершенными субститутами), то потребителю сложно переключиться на покупку товаров другой фирмы. Поэтому фирма может до некоторой степени повышать цену без уменьшения объема продаж. Например, одной из форм неоднородности является лояльность покупателей торговой марке. Неоднородность также возникает из-за географической удаленности поставщиков друг от друга.
3. Присутствие барьеров для входа на рынок приводит к тому, что фирмы, обладающие рыночной властью и уже действующие на рынке, могут получать экономическую прибыль, не опасаясь входа новых игроков. Если бы вход был свободным, то увеличение предложения привело бы к снижению цен.
4. Низкая мобильность факторов производства затрудняет переход фирмы в отрасль, где есть экономическая прибыль, а значит ограничивает предложение товаров и позволяет держать цены высокими.
5. Ограниченный доступ всех участников к информации о ценах товаров. Недостаток информации может приводить к тому, что потребитель может платить высокую цену, не зная о существовании дешевых заменителей.

Все структуры рынка, кроме совершенной конкуренции, предоставляют фирмам некоторую степень рыночной власти: монополия, олигополия, монополистическая конкуренция, монопсония. Наличие рыночной власти не означает лишь способность, стимула повысить цену. При этом в реальности антимонопольное регулирование может ограничивать злоупотребления властью.

## Показатели рыночной власти
Существуют различные показатели, позволяющие судить о рыночной власти. Наиболее общим показателем рыночной власти является превышение цены над предельными издержками (коэффициент Лернера). Коэффициент также равен величине, обратной эластичности спроса по цене:
{\displaystyle L={\frac {P-MC}{P}}=-{\frac {1}{\varepsilon _{d}^{p}}}}
Для оценки концентрации фирм на рынке используются также показатели на основе рыночных долей фирм. Концентрация не оценивает степень рыночной власти напрямую, но позволяет оценить количество фирм и распределение долей рынка между ними. Концентрация большой доли рынка в руках небольшого числа фирм является предпосылкой для возникновения рыночной власти.
Коэффициент концентрации — суммарная доля {\displaystyle M} крупнейших фирм:
{\displaystyle I_{m}=\sum _{i=1}^{M}S_{i}}
Индекс Херфиндаля-Хиршмана, представляющий собой сумму квадратов рыночных долей всех фирм:
{\displaystyle HHI=\sum _{i=1}^{N}S_{i}^{2}}

## Последствия рыночной власти
Превышение цены над предельными издержками ведет к чистым общественным потерям. Поэтому любая форма несовершенной конкуренции является общественно неэффективной: суммарное благосостояние всех агентов оказывается меньше. При этом суммарное благосостояние может оцениваться как сумма потребительских излишков и экономической прибыли фирм.
Так как наличие рыночной власти может вести к провалу рынка, то усилия государства нацелены на достижение двух целей: создание конкурентной среды и предотвращение злоупотреблений рыночной властью. В первом случае по возможности устраняются предпосылки возникновения рыночной власти. Во втором случае при невозможности добиться совершенной конкуренции ограничиваются действия фирм, нацеленные на повышение цен без соразмерного повышения объема и качества продаваемых товаров.